# Fame and Fashion
Fame and Fashion — сборник песен Дэвида Боуи, включает материал записанный в период с 1969 года (Space Oddity) по 1980 (Scary Monsters (and Super Creeps)).

## Список композиций
Все песни написаны Дэвидом Боуи.
Первая сторона:
1. «Space Oddity» — 5:15
2. «Changes» — 3:33
3. «Starman» — 4:10
4. «1984» — 3:24
5. «Young Americans» — 5:10
6. «Fame» (Дэвид Боуи, Карлос Аломар, Джон Леннон) — 4:00

Вторая сторона:
1. «Golden Years» — 4:03
2. «TVC 15» — 5:29
3. «„Heroes“» (Дэвид Боуи, Брайан Ино) — 6:07
4. «D.J.» (Дэвид Боуи, Брайан Ино, Карлос Аломар) — 3:59
5. «Fashion»- 4:51
6. «Ashes to Ashes»- 4:21

## Позиции в хит-парадах
Еженедельные чарты:
| Год  | Хит-парад                        | Высшая позиция | Пребывание |
| ---- | -------------------------------- | -------------- | ---------- |
| 1984 | Австралия (Kent Music Report)    | 19             | нет данных |
| 1984 | Великобритания (UK Albums Chart) | 40             | 6 недель   |
| 1984 | Италия (Musica e dischi)         | 5              | 14 недель  |
| 1984 | США (Billboard Top LPs & Tape)   | 147            | 6 недель   |

Годовые чарты:
| Хит-парад (1984)              | Позиция |
| ----------------------------- | ------- |
| Австралия (Kent Music Report) | 92      |
| Италия (FIMI)                 | 30      |